# Fabrice Augustin
Fabrice Augustin (ur. 28 lutego 1995 w Port Louis) – maurytyjski piłkarz grający na pozycji obrońcy. Od 2018 jest zawodnikiem klubu Pamplemousses SC.

## Kariera klubowa
Swoją karierę piłkarską Augustin rozpoczął w klubie La Cure Sylvester SC. W sezonie 2015/2016 zadebiutował w jego barwach w pierwszej lidze maurytyjskiej. W 2017 przeszedł do Pamplemousses SC. Wraz z tym klubem został mistrzem Mauritiusa w sezonie 2018/2019 oraz wicemistrzem w sezonie 2022/2023.

## Kariera reprezentacyjna
W reprezentacji Mauritiusa Augustin zadebiutował 25 czerwca 2017 roku w wygranym 2:1 meczu Mistrzostw Narodów Afryki 2018 z Seszelami.